# Sumbe
Sumbe é uma cidade e município litorânea de Angola, capital da província do Cuanza Sul.
Segundo as projeções populacionais de 2018, elaboradas pelo Instituto Nacional de Estatística, conta com uma população de 313 894 habitantes e área territorial de 3 890 km², sendo o município mais populoso da província.
Até 1975 designou-se "Novo Redondo".

## Etimologia
O nome "Sumbe" deriva da palavra em língua quimbundo "cussumba", que em português significa "comprar". O ponto onde se encontra situada a cidade do Sumbe constituiu sempre um local de trocas comerciais entre os povos do interior e do litoral: o sal e o peixe, bem como os tecidos trazidos pelos europeus serviram durante muito tempo para alimentar esse circuito comercial, que também envolvia a venda de escravos negros.
Também já se chamou Novo Redondo e Negunza Cabolo. Este último nome se deu após a independência de Angola em 1975, em homenagem ao líder resistente à ocupação colonial também chamado de "Príncipe do Sertão".

## História

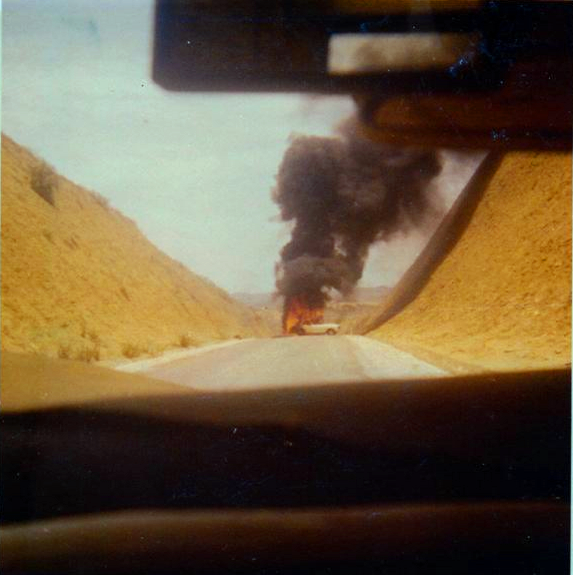
Veículo das Forças Armadas Populares de Libertação de Angola, em uma estrada de acesso a Sumbe, em chamas após ataque da forças sul-africanas durante a Operação Savana, em 1975.

A existência de uma espécie de localidade-feira, onde exatamente hoje assenta-se Sumbe, em que se realizavam trocas comerciais entre os povos do interior e do litoral, no escambo do sal, peixe, tecidos e outros produtos levou as autoridades coloniais portuguesas a pensarem na fundação de uma cidade, motivada também pela "necessidade de defesa contra as incursões dos piratas ingleses e franceses e da ligação entre os reinos de Luanda e Benguela, bem como das minas de cobre".
Por sua vez, os portugueses fundaram mais ao norte Benguela-a-Velha (Porto Amboim), e um pouco ao sul da localidade-feira do Sumbe o Fortim do Quicombo. Tal fortificação foi erguida pelas forças da esquadra de Francisco de Souto-Maior (1645-1646), em 1645 e reformada em 1648 pelas da esquadra de Salvador Correia de Sá e Benevides, que daí partiram para a reconquista de Luanda.
A fundação da cidade, porém, só iniciou-se em 7 de janeiro de 1768, quando o governador Francisco Inocêncio de Sousa Coutinho ordenou a uma brigada de engenheiros para fazer a escolha do local onde se instalaria um presídio com o nome de Novo Redondo. Em 1785 ergue-se a primeira fortaleza de pedra, com a primeira igreja edificada somente em 1811. Porém, os primeiros serviços de saúde somente surgiriam em 1872, com a vinda do médico Francisco Joaquim Vieira.
No século XX, foi a primeira localidade angolana a ter iluminação domiciliária, fornecida a partir da barragem hidroeléctrica do rio Cambongo, depois ampliada e melhorada com a actual estação de captação e tratamento há 50 anos; já com características de vila, foi pela primeira vez visitada por um presidente português em 1954, na altura o general Francisco Higino Craveiro Lopes. Em 1955, pelo decreto 40.225 de 20 de julho, é elevada a capital de distrito e, em 28 de maio do ano seguinte (1956), pelo diploma legislativo número 2757, ascende à categoria de cidade.
Em 1975, às vésperas da proclamação de independência de Angola, a Força de Defesa da África do Sul lança um extenso ataque que ficou conhecido como Operação Savana, com Sumbe ficando sob ocupação estrangeira e da UNITA. No mesmo ano o MPLA com o apoio das Forças Armadas de Cuba lança o contra-ataque na Operação Carlota, expulsando as tropas estrangeiras e recuperando o controle da cidade.

## Geografia
O município do Sumbe é naturalmente delimitado a norte pelo curso inferior do rio Queve, a sul curso inferior do rio Balombo e a oeste Oceano Atlântico e, a leste tem o limite convencional com o município da Conda. 
O município compõe-se da comuna sede, equivalente à cidade de Sumbe, e pelas comunas de Gangula, Gungo e Quicombo. O Quicombo, por sua vez, tem sido absorvido pelo enorme crescimento da cidade de Sumbe, comportando-se como um distrito urbano.

### Geomorfologia
Do ponto de vista fisiográfico, o município do Sumbe é parte integrante da peneplanície litoral de Angola, que, com uma profundidade variável, se estende ao longo da costa atlântica. Precisamente a faixa norte corresponde, sensivelmente, à sua largura máxima, por coincidir também com o máximo desenvolvimento da bacia sedimentar do Queve.
Esta peneplanície, que constitui uma unidade geomorfológica bem definida envolve não só as formações sedimentares, de idades compreendidas entre o cretácico inferior e o plistocénico (aplanação litoral) mas também as rochas do maciço antigo (aplanação sub-litorânea).
Dentro da aplanação geral da superfície, poderão contudo observar-se diversas formas e tipos de relevo, de acordo com os diferentes materiais litológicos que aí ocorrem. Assim, é ondulado, com frequência miudamente ondulado, ao longo da faixa periférica interior (nordeste, leste e sudeste) em correspondência com as formações granito-gnássicas do complexo de base, e ainda com certos materiais margoso mais ou menos brandos do cretácico. O relevo torna-se bastante irregular, alternando as superfícies aplanadas de menor cota com outras expressivamente dobradas ou, ainda, com plataformas residuais, no que respeita às formações calcárias do cretácio superior e do eocénico. Esta morfologia está em nítido contraste com as planuras largamente onduladas do oligo-miocénico, quando em correspondência com afloramentos de argilas e margas gipsíferas.
O relevo junto a costa é profundamente ravinado, sobretudo quando atingem as formações de materiais brandos do oligo-miocénico de margas e argilas, contrastando com os estratos de rocha calcária que terminam aí em arribas pronunciadas, onde chegam a marcar desníveis próximos da centena de metros.
Na periferia interior da peneplanície erguem-se alterosos montes-ilha, formas de relevo residuais desgarradas da superfície de escarpa que lhes fica próxima, e que se formaram mercê do seu recuo gradual.
A peneplanície litorânea é bastante recortada por linhas de água secas, que apenas transportam caudais quando sobrevêm fortes e prolongadas chuvadas, principalmente no rigor da época chuvosa.
O rio Cambongo-Negunza, apenas deu origem a reduzidas ou mesmo insignificantes orlas de aluviões, em virtude de, quase até à foz, circular através de plataformas de calcários duros que retalharam profundamente.

### Clima

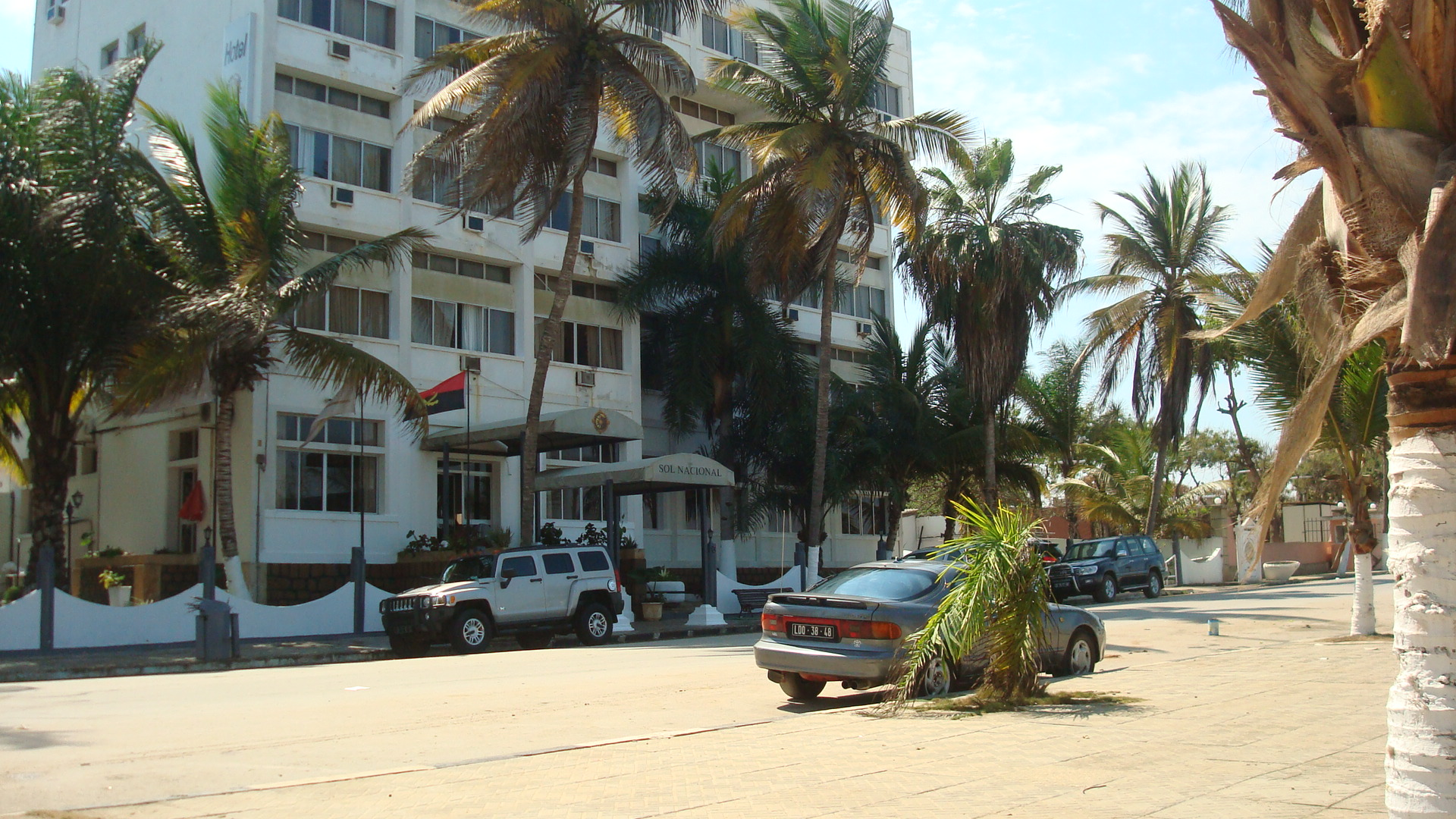
Marginal litorânea do Sumbe, em 2009.

O município do Sumbe segundo a classificação climática de Köppen-Geiger engloba-se na faixa de clima semiárido quente o que caracteriza a aplanação litoral do centro de Angola. Em função da sua localização geográfica, as condições de aridez são muito acentuadas chegando mesmo a ser considerada uma região com características de clima árido se considerarmos outros parâmetros, devido à forte evapotranspiração potencial e real que se observa nesta região e à influência, de certa forma, da corrente fria de Benguela.
De acordo a sua eficiência térmica, os valores médios anuais da temperatura do ar variam entre os 22°C e 24°C, sendo por isso considerado o predomínio de um clima megatérmico. A estação das chuvas é de cerca de seis meses (novembro a abril), variando as precipitações entre os 300mm e 400mm, sendo março o mês mais pluvioso, e dezembro e janeiro os meses de menor precipitação, verificando-se normalmente neste último mês um período seco (pequeno cacimbo). A estação chuvosa coincide com o período mais quente do ano, com um máximo em Março ou Abril (temperatura média diária 26-27°C); os meses mais frios são Julho e Agosto (temperatura média diária 20-21°C).
As oscilações médias diárias da temperatura são sensivelmente uniformes ao longo do ano, sendo que a sua amplitude térmica diurna apresenta valores iguais ou inferiores a 10 o que lhe confere uma característica de clima oceânico. Nos valores médios da umidade relativa observa-se uma variação muito pronunciada sendo que o valor mais alto se encontra entre 75 e 85% chegando a observar-se valores mínimos entre 35 e 45%, sendo mínima a amplitude entre a média dos valores do período chuvoso e os do período seco.
De uma forma geral podemos dizer que na classificação racional de Thornthwaite o clima é semi-árido (D) a árido (E), megatérmico, e na classificação de Köppen é do tipo BSh (clima seco, de estepe, muito quente).

## Economia
A economia da zona fundamenta-se essencialmente na actividade pesqueira, marítima e fluvial (basicamente no distrito do Quicombo), e na agropecuária em pequena escala, em especial no milho, batata e horticultura assim como a exploração do gado bovino e caprino. A pecuária para corte e leite tem sofrido considerável evolução, em resultado não só do alargamento das áreas de exploração, mas também em consequência do abandono dos métodos tradicionais de cultivo, encaminhando-se decididamente para uma cultura baseada na mecanização.
Além disso, o Sumbe é o centro comercial atacadista da província, além de ser o maior polo industrial do Cuanza Sul, fixando plantas agroindustriais, de bebidas, de calçados e vestimentas e de cimento.
A baía do Quicombo, bem como as praias que a margeiam, são fonte de renda turística.

## Infraestrutura

### Transportes
As prinicipais vias rodoviárias de Sumbe são a EN-100, que a liga ao Porto Amboim, ao norte, e ao Lobito, ao sul. Outra rodovia importante é a EN-245, que conecta o Sumbe ao Ucu-Seles, no leste.
A cidade também é servida pelo Aeroporto de Sumbe, que fica localizado no Morro do Chingo.

### Educação
Na cidade do Sumbe há vários campi universitários públicos, tais como: Instituto Superior de Ciências de Educação do Sumbe, Instituto Superior Politécnico do Cuanza Sul e Instituto Nacional de Petróleos.

### Saúde
Nas infraestruturas de saúde e cuidados médico-hospitalares, Sumbe conta com o Hospital Geral Comandante Raúl Diaz-Argüelles (inaugurado em 2024).

## Cultura e lazer

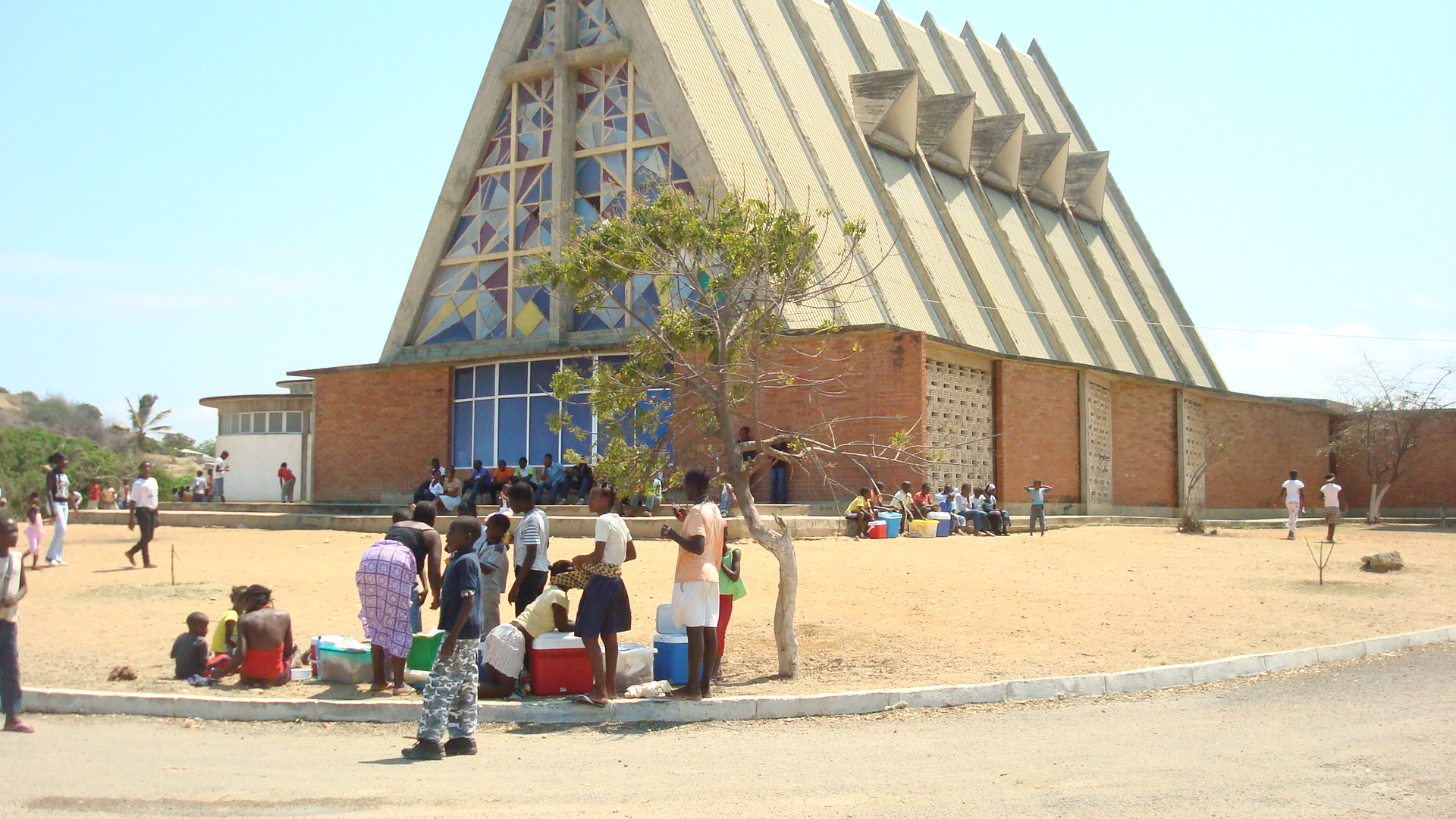
Catedral de Nossa Senhora da Conceição, em 2009.

Uma das principais manifestações culturais-religiosas são as Peregrinações da Imaculada Conceição de Sumbe, feitas anualmente à Catedral de Nossa Senhora da Conceição. É uma festividade capitaneada pela Diocese de Sumbe.
Entre seus locais de interesse está a Catedral de Nossa Senhora da Conceição, um portentoso templo católico. Existem também as ruínas do Fortim do Quicombo e as praias litorâneas da cidade.